# La masseria delle allodole (film)
La masseria delle allodole è un film del 2007 diretto dai fratelli Taviani.
La pellicola, 18° per la coppia di registi, è tratta dall'omonimo romanzo di Antonia Arslan.
Il film, uscito nelle sale italiane il 4 maggio 2007, narra le vicende di una famiglia armena dell'Anatolia all'epoca del genocidio armeno (1915).

## Trama
È il 1915. In una cittadina della Turchia vive la benestante famiglia armena degli Avakian. Alla morte dell'anziano capofamiglia, vengono invitati alle esequie anche alcuni Turchi, tra cui il colonnello Arkan, capo della guarnigione locale, nella speranza che i passati contrasti tra Turchi e Armeni siano ormai superati, e che si possa instaurare un rapporto di rispetto reciproco tra le due comunità. I funerali sono così l'occasione per la bella armena Nunik di rivedere il suo amato, l'ufficiale turco Egon. Quest'ultimo, pur appartenendo all'organizzazione dei Giovani Turchi, non ne condivide le posizioni anti-armene, e progetta di fuggire all'estero con Nunik.
Intanto Assadur, il figlio maggiore del patriarca, che da molti anni vive a Padova e a cui il padre aveva vietato di tornare in patria, apprende che quest'ultimo ha comunque lasciato a lui la vecchia Masseria delle Allodole. Assadur decide che è venuto il momento di tornare in Anatolia e riunire di nuovo tutta la famiglia. La masseria viene così rimessa a nuovo, e inaugurata con una splendida festa, mentre Assadur inizia i preparativi per il viaggio.
Questi momenti di felicità sono però bruscamente interrotti. Le autorità turche contattano il colonnello Arkan, dicendogli senza mezzi termini che è arrivato il momento di sbarazzarsi degli Armeni, una volta per tutte: tutti i maschi devono essere uccisi, le donne deportate. Arkan è inorridito, ma deve obbedire agli ordini. Spera tuttavia di salvare la vita perlomeno degli Avakian, ma i suoi ordini non vengono rispettati, e una squadra di soldati turchi si presenta alla masseria, massacrando tutti gli uomini. Alla notizia della strage, Assadur vorrebbe affrettare il ritorno per aiutare gli Armeni, ma la notizia dell'ingresso in guerra dell'Italia lo fa desistere. Intanto il tentativo di fuga di Egon e Nunik è scoperto, ed Egon viene spedito al fronte contro i Russi.
Sotto la stretta sorveglianza dei soldati turchi, inizia così per le donne armene una lunga ed estenuante marcia verso il deserto. Qui le donne armene vengono maltrattate sotto le porte di Aleppo finché non verranno uccise tutte. Durante la sosta sotto le mura Nunik, la nipote del patriarca morto all'inizio del film, tenta di prostituirsi ad un soldato (Yasuf) per avere del cibo per i bambini. Quest'ultimo la riveste e le dà del cibo per nulla in cambio, quindi si crea un rapporto tra i due nel quale ci sarà la promessa del soldato che in casi estremi avrebbe dovuto uccidere Nunik per evitarle la sofferenza della tortura di cui lei aveva paura. Terrà fede a questa promessa quando lei tenterà di scappare e verrà fermata e per non finire al rogo, verrà quindi decapitata da Yasuf. Quattro anni dopo, la guerra finisce e lui stesso denuncia se stesso per quest'atto cruento durante un processo.

## Riconoscimenti
- 2007 - Efebo d'oro